# CIRCLE

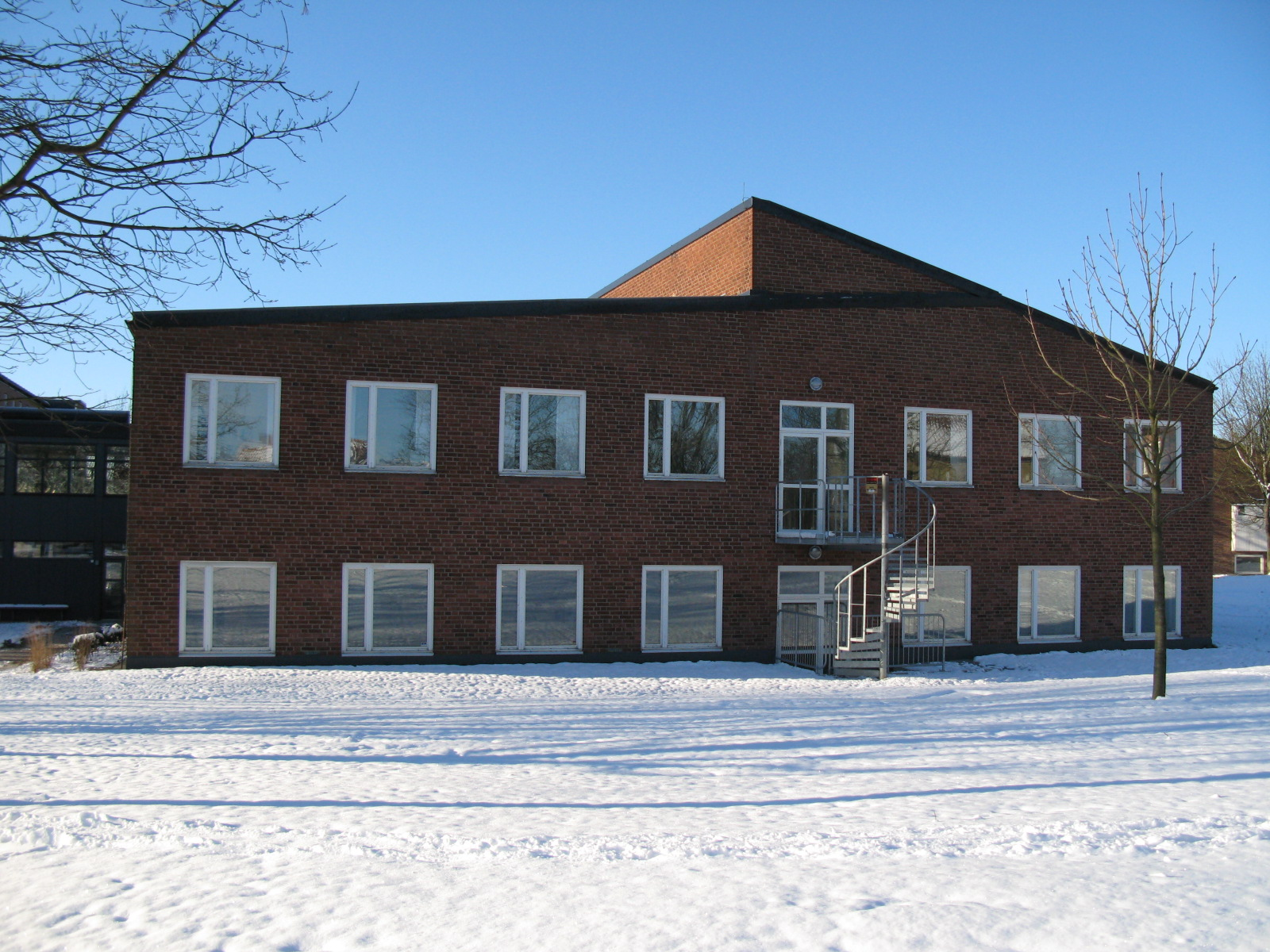
CIRCLE:s byggnad på Sölvegatan i Lund.

CIRCLE, Centre for Innovation, Research and Competence in the Learning Economy, är ett multidisciplinärt forskningscentrum vid Lunds universitet, grundat 2004 av representanter från tekniska, ekonomiska och samhällsvetenskapliga fakulteterna i Lund och Blekinge Tekniska Högskola. Till centret är idag cirka 40 forskare knutna, varav de flesta också har anställningar vid andra universitet. 
Forskningen vid centret är organiserad kring fem forskningsplattformar: innovation och hållbar omställning; innovation och entreprenörskap; kompetens och strategier för innovation och industriförnyelse; innovationssystem och innovationspolicy; globalisering av innovation.

## Historia
CIRCLE grundades 2004 med finansiering från VINNOVA, Ruben Rausings stiftelse för nyföretagande och innovation, samt Lunds Universitet med Charles Edquist som första ledare för centret. 2006 tilldelades CIRCLE ett av de tjugo Linné-bidragen för att finansiera delar av verksamheten under 10 år. 2010 rankades CIRCLE högst av nio svenska forskningscenter om innovation och tilldelades därefter ytterligare finansiering från VINNOVA under sex år framåt.
Sedan 2013 leds CIRCLE av professor Ron Boschma. 
För att fira centrets 10-årsjubileum hölls en konferens den 27 november 2014